# محمدیه فوشانه
محمدیه فوشانه (به عربی: محمدیة فوشانة) شهری در استان بن عروس کشور تونس است که جمعیت آن در سرشماری سال ۲۰۰۴ میلادی ۷۴٫۶۲۰ نفر بوده‌است.